# Duncan Free
Duncan Free, né le 25 mai 1973 à Hobart, est un rameur australien.

## Palmarès
- Jeux olympiques d'été
  -  Médaille de bronze du quatre de couple aux jeux Olympiques de 1996 à Atlanta
  -  Médaille d'or du deux sans barreur aux jeux Olympiques de 2008 à Pékin

- Championnats du monde d'aviron
  -  Médaille du deux de couple des Championnats du monde 1997 à Aiguebelette
  -  Médaille de bronze du quatre de couple en Championnats du monde 1999 à Saint Catharines
  -  Médaille d'or du deux sans barreur des Championnats du monde 2006 à Eton
  -  Médaille d'or du deux sans barreur des Championnats du monde 2007 à Munich